# Ulrich Schillinger
Ulrich Schillinger (* 16. Februar 1945 in München oder Bamberg) ist ein ehemaliger deutscher Radrennfahrer.

## Sportliche Laufbahn
Schillinger war im Bahnradsport aktiv. Er war Teilnehmer der Olympischen Sommerspiele 1964 in Tokio in der gesamtdeutschen Mannschaft. Dort schied er im Sprint in der 2. Runde aus. Schillinger hatte sich in den innerdeutschen Ausscheidungsrennen gegen die Radsprinter aus der DDR durchgesetzt.
Schillinger erzielte in seiner Karriere rund 120 Siege. Dreimal wurde er Vize-Meister bei den nationalen Meisterschaften: 1965 hinter Herbert Honz im 1000-Meter-Zeitfahren, 1966 hinter Klaus Kobusch im Sprint und 1977 mit Hans Neumayer im Tandemrennen. 1964 wurde er mit Jürgen Barth als Partner Dritter der Tandemmeisterschaft.

## Berufliches
1985 gründete Schillinger in Amberg ein Fahrradgeschäft.

## Familiäres
Sein Sohn Andreas Schillinger war ebenfalls Radrennfahrer und wurde zunächst von ihm trainiert.